# Giovanna la Beltraneja
Giovanna Enriquez o Giovanna di Trastamara, detta la Beltraneja (in portoghese: la excelente senhora, in castigliano Juana de Trastámara, apodada la Beltraneja, poi la religiosa de Coimbra e in catalano Joana de Castella la Beltraneja; Madrid, 28 febbraio 1462 – Coimbra, 12 aprile 1530) fu regina di Castiglia e León dal 1474 al 1479 e regina consorte del Portogallo dal 1475 al 1479.

## Biografia

### Origini familiari
Giovanna era figlia del re di Castiglia e di León Enrico IV e di Giovanna d'Aviz, principessa portoghese.
I suoi nonni paterni erano Giovanni II di Castiglia e León e Maria d'Aragona, figlia di Ferdinando I d'Aragona e di Eleonora d'Alburquerque.
I suoi nonni materni erano il re del Portogallo Edoardo d'Aviz (figlio del re del Portogallo Giovanni I d'Aviz e di Filippa di Lancaster), morto prima della nascita della figlia e Eleonora di Trastámara, figlia del re di Aragona e di Sicilia Ferdinando I e di Eleonora d'Alburquerque.
Suo padre era fratellastro di Isabella I di Castiglia, la Cattolica, che le contestò la successione sul trono di Castiglia, mentre sua madre era sorella del re del Portogallo Alfonso V e di Eleonora, sposa dell'imperatore del Sacro Romano Impero Federico III.
Nel 1462, al momento della sua nascita, suo padre Enrico era già chiacchierato, e dai suoi avversari politici era definito l'Impotente, per il fatto che, nel 1453, era stato constatato che, dopo tredici anni, il suo primo matrimonio con Bianca di Trastámara non aveva generato alcuna discendenza e soprattutto che non era stato ancora consumato, e quindi papa Niccolò V aveva sciolto il legame per consanguineità (Enrico e Bianca erano cugini primi: il padre di Bianca, Giovanni, era fratello di Maria, madre di Enrico). In seguito, Enrico prese come seconda moglie Giovanna d'Aviz. 
Quando nel 1454 Enrico era divenuto re di Castiglia, il titolo di principe delle Asturie era passato al suo fratellastro Alfonso (1453 - 1468), che, da una delle fazioni di nobili di corte, già veniva chiamato Alfonso XII. Quando Giovanna d'Aviz annuncio di essere incinta, si diffuse immediatamente la voce che la gravidanza, che portò alla nascita di una figlia, fosse merito non di Enrico IV, ma di uno dei suoi migliori amici, Beltrán de la Cueva, che in quegli anni aveva fatto una rapida carriera alla corte castigliana. Fin dalla nascita, quindi, la piccola Giovanna, a cui il padre aveva dato il titolo di principessa della Asturie, venne additata con il soprannome Beltraneja (nata da Beltran). 

### Infanzia
Ognuna delle due fazioni della nobiltà castigliana cercò di fare nominare erede al trono il proprio candidato; le Cortes, nel 1464, si pronunciarono a favore di Giovanna, riconoscendola figlia legittima, ma la fazione avversa, nel 1465, tenne un'assemblea ad Avila (Farsa de Ávila), dove Alfonso (Alfonso XII) fu proclamato re.
Enrico riuscì a raccogliere un esercito per opporsi al sopruso subito e lo scontro avvenne nelle vicinanze di Olmedo, dove Alfonso si era acquartierato, il 20 agosto del 1467; Enrico riportò la vittoria, non molto netta, ma non entrò a Olmedo, permettendo agli avversari di sostenere di aver vinto.
Nel frattempo sua madre Giovanna del Portogallo fu inviata a Coca (località a 50 km da Segovia), nel castello del vescovo Fonseca, sostenitore del re Enrico, e sembra che qui abbia incontrato il nipote del vescovo, Pedro de Castilla y Fonseca, con cui allacciò una relazione. In seguito la regina Giovanna fu trasferita nel convento di san Francesco a Segovia.
Suo padre Enrico, di carattere debole, non seppe reprimere la ribellione e, dopo la morte di Alfonso (1468), la nobiltà gli impose di firmare un trattato (Tratado de los Toros de Guisando) nel quale riconosceva di fatto l'illegittimità di Giovanna, designando come erede la propria sorellastra consanguinea, sorella germana di Alfonso, Isabella di Castiglia, con la clausola che Isabella avrebbe sposato il re del Portogallo Alfonso V, mentre Giovanna il figlio di Alfonso, Giovanni, e che se Isabella non avesse avuto eredi, Giovanna le sarebbe succeduta sul trono di Castiglia.
Nel 1469 però, dopo che la sorellastra si era sposata contro la sua volontà con l'erede al trono di Aragona, Ferdinando di Trastámara, Enrico ritrattò il precedente accordo, giurò pubblicamente assieme alla moglie che Giovanna era sua figlia legittima e la proclamò erede al trono, con la Cerimonia de la Val de Lozoya, un prato vicino a Buitrago.
Nello stesso tempo Enrico cercò di procurare alla figlia un marito che potesse proteggerla, e il miglior candidato sembrò essere Carlo di Valois, conte di Guienna e duca di Berry, fratello del re di Francia Luigi XI. Il compromesso di matrimonio fu firmato a Medina del Campo nel 1470, ma appena due anni dopo Carlo morì a soli ventotto anni.
Nel 1474, sua madre Giovanna del Portogallo, per via delle relazioni extramatrimoniali, fu ripudiata dal marito, che dichiarò che il matrimonio non era mai stato valido, e fu costretta a rientrare in Portogallo.
Quando però Enrico IV morì l'11 dicembre del 1474, Giovanna del Portogallo rientrò in Castiglia per sostenere la figlia Giovanna detta la Beltraneja, legittima erede del trono, contro Isabella, i cui sostenitori non avevano cambiato idea e ritenevano legittima la successione di Isabella per il Tratado de los Toros de Guisando. I nobili castigliani si erano divisi in due partiti, uno a favore di Giovanna la Beltraneja, l'altro a favore di Isabella (in questo partito militò sino alla propria morte nel 1492 il vecchio amico di Enrico IV e presunto padre di Giovanna, Beltrán de la Cueva).
Giovanna cercò inutilmente di evitare la guerra, proponendo di affidarsi all'arbitrato di una commissione composta dai membri delle Cortes. Non se ne fece nulla e puntualmente tra i due partiti scoppiò una guerra civile.
Giovanna del Portogallo combinò il matrimonio, celebrato il 30 maggio del 1475, di sua figlia Giovanna la Beltraneja con suo fratello il re del Portogallo, Alfonso V. Giovanna del Portogallo morì il 13 giugno del 1475.

### Guerra di successione castigliana

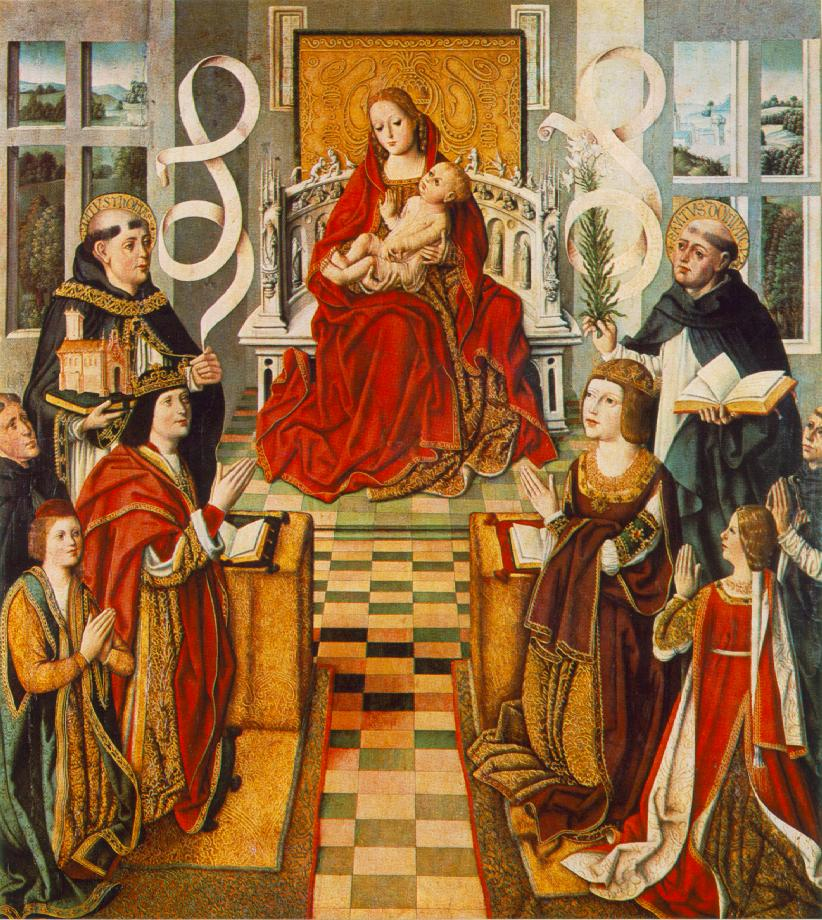
Madonna dei Re Cattolici, pittura del 1490-95; Ferdinando II e il principe Giovanni alla destra della Madonna e Isabella alla sinistra

Bandiera di Alfonso V e Giovanna, la Beltraneja durante la loro pretesa al regno di Castiglia

Immediatamente, il re del Portogallo Alfonso V, dichiarato re di Castiglia e León dai partigiani della moglie, nonostante Isabella fosse già stata incoronata regina con il marito Ferdinando, invase la Castiglia (estate del 1475) per difendere i diritti di sua moglie; nel frattempo aveva stretto un'alleanza con il re di Francia Luigi XI, che pretendeva di rientrare in possesso della provincia del Rossiglione, occupata in precedenza dal re di Aragona Giovanni II, suocero di Isabella.
Luigi XI attaccò in Biscaglia, mentre in Castiglia lo scontro decisivo avvenne nei pressi di Toro, la città in cui si era insediata e dove teneva la corte Giovanna; il 1º marzo 1476, nella battaglia di Toro, mentre Alfonso fu messo in fuga da Ferdinando, marito di Isabella e comandante dell'esercito castigliano, il figlio Giovanni tenne le posizioni, sconfiggendo le forze che gli erano contrapposte; la battaglia non era stata decisiva, ma vedendo che i loro sostenitori in Castiglia diminuivano e soprattutto che diverse città e contee che prima li sostenevano, tra cui Madrid, erano passate dalla parte di Isabella, Giovanna, scortata dal figliastro Giovanni e Alfonso si ritirarono in Portogallo, avendo lasciato a Toro una guarnigione di 300 portoghesi, che si sarebbe arresa ai castigliani nel mese di ottobre.
Nel 1477 Alfonso si recò in Francia per richiedere l'aiuto del re, Luigi XI, ma, dopo aver intavolato delle trattative, si accorse di non approdare ad alcun risultato e rientrò mestamente in Portogallo.
Mentre Alfonso delegava i compiti di governo al figlio Giovanni sua cognata Beatrice d'Aviz, moglie di suo fratello Ferdinando di Portogallo, si attivava per incontrare la nipote, Isabella di Castiglia, per trovare una soluzione e porre fine alla guerra, che si trascinò sino al 1479. Finalmente Beatrice, coadiuvata dal nipote, il luogotenente Giovanni, trovò un accordo, che Alfonso V e Giovanna firmarono ad Alcáçovas (Viana do Alentejo) il 4 settembre del 1479, con il quale il re del Portogallo Alfonso V e la moglie Giovanna rinunciavano a ogni pretesa sul regno di Castiglia, sulle isole Baleari e sulle isole Canarie mentre i reali di Castiglia e Aragona (Isabella e Ferdinando, che nel frattempo aveva ereditato la corona d'Aragona) rinunciavano a Madera, alle isole Azzorre e alle isole di Capo Verde e inoltre lasciavano al Portogallo tutte le terre a sud del Capo Bojador; il trattato venne poi controfirmato dai re cattolici a Toledo nel marzo del 1480.
Alfonso V si era già ritirato nel convento di Varatojo a Torres Vedras, lasciando il governo (abdicando) nelle mani del figlio. Visse in monastero, senza più interessarsi di politica, sino alla morte, che lo raggiunse il 28 agosto del 1481.

### Religiosa a Coimbra
Giovanna comprese che i suoi interessi erano stati traditi, quindi ferita nell'onore e nell'orgoglio si ritirò nel monastero di Santa Clara di Coimbra, dove, nel 1480, prese i voti. I re cattolici inviarono due loro rappresentanti a sincerarsi che Giovanna si fosse votata veramente a Dio, facendole sapere che era la decisione migliore.
Nonostante i voti pronunciati nel 1482 fu richiesta in moglie dal re Francesco Febo di Navarra, che dal 1481 governava direttamente il suo regno. Molto probabilmente questa richiesta era stata suggerita dal re di Francia Luigi XI, con la speranza di creare problemi ai re Cattolici di Castiglia e Aragona. Le trattative non poterono essere concluse perché Francesco Febo dopo alcuni mesi morì avvelenato.
Nel 1504, essendo rimasto vedovo di Isabella, Ferdinando II di Aragona, la chiese in moglie, con lo scopo di rimetterla sul trono di Castiglia e non dovere cedere il regno al marito di sua figlia, Giovanna detta la Pazza, Filippo d'Asburgo detto il Bello, che avrebbe governato per conto della moglie. Giovanna però non prese in considerazione la proposta di quell'uomo, che circa trent'anni prima l'aveva definita: la figlia adulterina di Giovanna del Portogallo e di Beltrán de la Cueva.
L'eccellente signora o la religiosa di Coimbra, come ora veniva chiamata Giovanna, lasciava spesso il convento per vivere a Lisbona sotto la protezione dei vari re portoghesi e, il 20 luglio del 1530, poco prima di morire, lei che per tutta la vita si firmò Yo la reina (io la regina) lasciò i suoi diritti sul regno di Castiglia al re del Portogallo Giovanni III.
Morì nel corso del 1530, senza avere avuto figli con il marito Alfonso. Di lei non si conosce alcuna discendenza.

## Ascendenza
|                                       |                               |                                   | Genitori                                       |  |  | Nonni |  |  | Bisnonni                               |  |  | Trisnonni                          |  |
|                                       |                               |                                   |                                                |  |  |       |  |  | 8. Enrique III, re di Castiglia e León |  |  | 16. Juan I, re di Castiglia e León |  |
|                                       |                               |                                   |                                                |  |  |       |  |  | 8. Enrique III, re di Castiglia e León |  |  | 16. Juan I, re di Castiglia e León |  |
|                                       |                               | 17. Elionor d'Aragó i de Sicília  |                                                |  |  |       |  |  | 8. Enrique III, re di Castiglia e León |  |  |                                    |  |
| 4. Juan II, re di Castiglia e León    |                               |                                   |                                                |  |  |       |  |  | 8. Enrique III, re di Castiglia e León |  |  |                                    |  |
|                                       |                               | 9. Catherine of Lancaster         | 18. Giovanni Plantageneto, I duca di Lancaster |  |  |       |  |  |                                        |  |  |                                    |  |
|                                       |                               | 9. Catherine of Lancaster         | 18. Giovanni Plantageneto, I duca di Lancaster |  |  |       |  |  |                                        |  |  |                                    |  |
|                                       |                               | 9. Catherine of Lancaster         | 19. Bianca di Lancaster                        |  |  |       |  |  |                                        |  |  |                                    |  |
| 2. Enrique IV, re di Castiglia e León |                               | 9. Catherine of Lancaster         |                                                |  |  |       |  |  |                                        |  |  |                                    |  |
|                                       |                               | 10. Ferran I, re d'Aragona        | 20. Juan I, re di Castiglia e León (= 16)      |  |  |       |  |  |                                        |  |  |                                    |  |
|                                       |                               | 10. Ferran I, re d'Aragona        | 20. Juan I, re di Castiglia e León (= 16)      |  |  |       |  |  |                                        |  |  |                                    |  |
|                                       |                               | 10. Ferran I, re d'Aragona        | 21. Elionor d'Aragó i de Sicília (= 17)        |  |  |       |  |  |                                        |  |  |                                    |  |
| 5. Maria d'Aragó i d'Alburquerque     |                               | 10. Ferran I, re d'Aragona        |                                                |  |  |       |  |  |                                        |  |  |                                    |  |
|                                       |                               | 11. Leonor de Alburquerque        | 22. Sancho, conte d'Alburquerque               |  |  |       |  |  |                                        |  |  |                                    |  |
|                                       |                               | 11. Leonor de Alburquerque        | 22. Sancho, conte d'Alburquerque               |  |  |       |  |  |                                        |  |  |                                    |  |
|                                       |                               | 11. Leonor de Alburquerque        | 23. Beatriz de Portugal                        |  |  |       |  |  |                                        |  |  |                                    |  |
| 1. Juana de Trastámara                |                               | 11. Leonor de Alburquerque        |                                                |  |  |       |  |  |                                        |  |  |                                    |  |
|                                       | 12. João I, re del Portogallo | 24. Pedro I, re del Portogallo    |                                                |  |  |       |  |  |                                        |  |  |                                    |  |
|                                       | 12. João I, re del Portogallo | 24. Pedro I, re del Portogallo    |                                                |  |  |       |  |  |                                        |  |  |                                    |  |
|                                       | 12. João I, re del Portogallo | 25. Teresa Lourenço               |                                                |  |  |       |  |  |                                        |  |  |                                    |  |
| 6. Duarte I, re del Portogallo        | 12. João I, re del Portogallo |                                   |                                                |  |  |       |  |  |                                        |  |  |                                    |  |
|                                       |                               | 13. Philippa of Lancaster         | 26. John, duca di Lancaster (= 18)             |  |  |       |  |  |                                        |  |  |                                    |  |
|                                       |                               | 13. Philippa of Lancaster         | 26. John, duca di Lancaster (= 18)             |  |  |       |  |  |                                        |  |  |                                    |  |
|                                       |                               | 13. Philippa of Lancaster         | 27. Blanche, duchessa di Lancaster (= 19)      |  |  |       |  |  |                                        |  |  |                                    |  |
| 3. Joana de Portugal                  |                               | 13. Philippa of Lancaster         |                                                |  |  |       |  |  |                                        |  |  |                                    |  |
|                                       |                               | 14. Ferran I, re d'Aragona (= 10) | 28. Juan I, re di Castiglia e León (= 16, 20)  |  |  |       |  |  |                                        |  |  |                                    |  |
|                                       |                               | 14. Ferran I, re d'Aragona (= 10) | 28. Juan I, re di Castiglia e León (= 16, 20)  |  |  |       |  |  |                                        |  |  |                                    |  |
|                                       |                               | 14. Ferran I, re d'Aragona (= 10) | 29. Elionor d'Aragó i de Sicília (= 17, 21)    |  |  |       |  |  |                                        |  |  |                                    |  |
| 7. Elionor d'Aragó i d'Alburquerque   |                               | 14. Ferran I, re d'Aragona (= 10) |                                                |  |  |       |  |  |                                        |  |  |                                    |  |
|                                       |                               | 15. Leonor de Alburquerque (= 11) | 30. Sancho, conte d'Alburquerque (= 22)        |  |  |       |  |  |                                        |  |  |                                    |  |
|                                       |                               | 15. Leonor de Alburquerque (= 11) | 30. Sancho, conte d'Alburquerque (= 22)        |  |  |       |  |  |                                        |  |  |                                    |  |
|                                       |                               | 15. Leonor de Alburquerque (= 11) | 31. Beatriz de Portugal (= 23)                 |  |  |       |  |  |                                        |  |  |                                    |  |
|                                       |                               | 15. Leonor de Alburquerque (= 11) |                                                |  |  |       |  |  |                                        |  |  |                                    |  |